# British Aerospace 146
BAe 146 je komercijalni avion srednjeg doleta koji je proizveden u Ujedinjenom Kraljevstvu u tvornici zrakoplova British Aerospace (koja je kasnije postala dio BAE Systemsa). Proizvodnja aviona trajala je od 1983. do 2002. Od 1992. godine izrađuje se i modernizirana inačica poznata kao Avro RJ. Daljnja unapređenja rezultirala su 1997. zrakoplov Avro RJX, inačicom s ugrađenim novim motorima. Do prestanka proizvodnje izrađena su samo dva prototipa i jedan proizvodni primjerak Avro RJX-a. S 387 zrakoplova u produkciji, Avro RJ/BAe 146 je drugi najuspješniji britanski civilni mlažnjak do danas.
BAe 146/Avro RJ pokreću četiri mlaznih motora ovješena ispod krila, koje se za razliku od većine komercijalnih zrakoplova nalazi iznad trupa. Repne površine su mu T-oblika, s horizontalnim stabilizatorom smještenim na vrhu vertikalnog stabilizatora. Zrakoplov ima STOL sposobnosti i vrlo tihi rad. Našao je široku uporabu kao regionalni mlažnjak povezujući manje zračne luke.

## Razvoj
Hawker Siddeley objavio je originalni dizajn u 1973. godini s oznakom HS.146. Radi svjetske naftne krize koja je vladala te godine projekt je ubrzo napušten. Ipak se vrše manja istraživanja i u 1978. British Aerospaceov nasljednik, ponovno pokreće projekt. U oznaku 146 ulazi originalni de Havilland broj dizajna, DH146. Ime "Avro RJ" zamjenjuje "BAe 146" tijekom 1993.
BAe 146 dobiva certifikat za korištenje u SAD-u 8. veljače 1983. godine.
Prvi zrakoplovi građeni su u de Havilland tvornici kraj Zračne luke Hatfield dok su Avro RJ inačice zrakoplova izgrađene u BAE Systems Regional Aircraft centru kraj aerodroma Woodford u Engleskoj. Izvorni Lycoming 502 ALF motori su zamijenjeni m motorima većeg potiska nastali iz Honeywell 507 LF turbofen motora koji su za potrebe Avro RJ serije bili smješteni u redizajniranu oplatu. Manju promjenu na Avro RJ seriji doživjela je i pilotska kabina. Proizvodnja ovog zrakoplova završila je nakon predaje četiri aviona od listopad do studenog 2003. Mnogi prevozitelji planiraju zamjenu Avro/BAe aviona s Airbusom A-318, Airbus A-320, Bombardierovim CRJ 700 ili jedan od Embraer E-Jetsa. 166 aviona Avro RJ su isporučena između 1993. i 2002.
Zrakoplovi su dokazali korisnost u čestim, kratkim regionalnim rutama. U ekonomskoj klasi konfiguracija sjedala može biti standardna s 5 sjedišta ili nešto stisnutijih 6 sjedišta u istom redu. Avion je također poznat po relativno niskom nivou buke, što pogoduje kompanijama koje povezuju gradove s aerodromima blizu ili unutar samih gradova. Zrakoplov je i jedan od samo nekoliko vrsta koje se mogu koristiti na letovi u London City Airport, koji ima jedinstven strmi prilaz i kratku uzletno-sletnu stazu.

## Inačice
- BAe 146-100 i Avro RJ70

Prvi let od ove inačice bio je 3. rujna 1981., a isporuka započinje u 1983. Prvi korisnik u ožujku 1983. postao je Dan-Air a ubrzo nakon toga RAFov Royal Flight. Inačica -100 je posljednja iz serije -146 dizajna iz kojega je krajem 1993. s prvom isporukom izašao Avro RJ70. Za razliku od 146-100, RJ70 ima digitalno kontrolirane LF 507 motore i digitalnu avioelektroniku. Ovisno o rasporedu sjedišta može prevesti od 70 do 94 putnika.
- BAe 146-200 i Avro RJ85

146-200 ima produženi trup za 2,41 m i smanjene troškove leta po milji. Prvi let inačica -200 imala je u kolovozu 1982. a u redovni servis ulazi šest mjeseci kasnije. Prvi RJ razvijen na BAe 146 standardu, imao je moderniziranu kabinu i efikasnije LF 507 motore. Isporuka RJ85 započela je u travnju 1993. U RJ85 ima mjesta do 112 putnika.
- BAe 146-300 i Avro RJ100:

Za inačicu -300 dizajneri su prvobitno predlagali dodatno produženje trupa za 3,2 m u odnosu na seriju -200 te ugradnju snažnijih motora i wingleta na vrhove krila. Međutim, kako je tržište davalo prednost većoj učinkovitosti a ne kapacitetu, u proizvodnji se 146-300 pojavio kao 2,44 m produžena inačica, bez wingleta i predloženih ALF 502R-7 motora. Isporuka je započela u prosincu 1988. Avro inačica 146-300 je RJ100 koji ima isti trup ali moderniziranu unutrašnjost, motor i avio-elektroniku. U najčešćem kabinskom rasporedu ima 100 sjedišta dok pod-inačica RJ115 može smjestiti od 116 putnika u standardnoj izvedbi sve do 128 u "sabijenoj"  izvedbi rasporeda sjedišta.
- VIP inačica

146 je prvi mlazni zrakoplov koji od 1986. leti za britanski RAF. Dva zrakoplova koja su do tada letjela bila su unajmljeni od strane RAF-a radi procjene. Zrakoplova su izrađeni u VIP konfiguraciji s kapacitetom od 19 putnika i 6 članova posade.
- 146-QT (Mirna Trader)

Cargo inačica.
- 146-QC

Promjenjiva konfiguracija: putnička/teretna inačica.
- 146-STA

Vojna inačica. Ova inačica ima na nosu ugrađen priključak za nadopunu goriva tijekom leta. Zrakoplov je bio je prikazan na 1989. na izložbi aviona u Parizu, ali nije uspio primiti bilo kakvu narudžbu.

## Avro RJX Serije
RJX-70,  RJX-85  i RJX-100  zrakoplovi predstavljaju napredne inačice Avro RJ serije. The RJX koristiti Honeywell AS977 turbofen motore s većom učinkovitost (15% manja potrošnja goriva, 17% povećan dolet), manjom bukom i 20% manjim troškovima održavanja. Druk Air iz Butana naručili su dva RJX-85, dok British European daje zahtjev za 12 RJX-100 i 8 u opciji. Međutim, BAE Systems ukida projekt u prosincu 2001. godine, nakon što su završili samo tri zrakoplova: prototip svakog od RJX-85 i RJX-100 te proizvodni RJX-100 za British European. S Druk Air-om i British European Air-om postignut je početkom 2002. dogovor po kojem se  BAE systems ne će teretiti radi neisporučivanja ugovorenih aviona. BAE je nastavila istraživati mogućnost proizvodnje 14 "hibridnih" zrakoplova, međutim British European bio je nesklon prihvatiti rizik uporabe novog tipa.
S prekidom RJX projekta označen je i kraj proizvodnje linijski putnički aviona u Velikoj Britaniji iako se ključne komponente, kao što su krila za zrakoplove Airbusa, i dalje proizvode.

## Tehničke karakteristike (BAe 146-200)
Osnovne karakteristike
- posada: 2+2 (piloti + kabinsko osoblje)
- kapacitet: 85-100 putnika
- dužina: 28,55 m
- raspon krila: 26,34 m
- površina krila: 77,30 m2
- visina: 8,61 m

Letne karakteristike
- najveća brzina: 893 km/h
- ekonomska brzina: 750 km/h
- dolet: 2.075 km s 11.000 kg korisnog tereta
- najveća visina leta: 9.500 m
- motor: 4× Honeywell ALF 502R-5 turbofen motora

## Vanjske poveznice
- BAE Systems
- aerospace-technology.com
- British Aerospace BAe-146 airliners.net